# Barbacs, Győr-Moson-Sopron
Barbacs  este un sat în districtul Csorna, județul Győr-Moson-Sopron, Ungaria, având o populație de 739 de locuitori (2011). 

## Demografie
Componența etnică a satului Barbacs
     Maghiari (98,83%)
     Alții (1,17%)
Componența confesională a satului Barbacs
     Romano-catolici (82,14%)
     Reformați (2,44%)
     Fără religie (1,08%)
     Necunoscută (13,53%)
     Luterani (0,81%)
     Alte religii (0,95%)
Conform recensământului din 2011, satul Barbacs avea 739 de locuitori. Din punct de vedere etnic, majoritatea locuitorilor (98,83%) erau maghiari.  Din punct de vedere confesional, majoritatea locuitorilor (82,14%) erau romano-catolici, existând și minorități de reformați (2,44%) și persoane fără religie (1,08%). Pentru 13,53% din locuitori nu este cunoscută apartenența confesională.